# Ziemlin
Ziemlin – wieś w Polsce położona w województwie wielkopolskim, w powiecie gostyńskim, w gminie Krobia.
W okresie Wielkiego Księstwa Poznańskiego (1815-1848) miejscowość należała do wsi większych w ówczesnym pruskim powiecie Kröben (krobskim) w rejencji poznańskiej. Ziemlin należał do okręgu krobskiego tego powiatu i stanowił odrębny majątek, którego właścicielem był wówczas (1846) Leopold Unruh. Według spisu urzędowego z 1837 roku wieś liczyła 192 mieszkańców, którzy zamieszkiwali 25 dymów (domostw).
W latach 1975−1998 miejscowość administracyjnie należała do województwa leszczyńskiego.